# Адмиралтейство на Великобритания
Адмиралтейството е военноморското ведомство на Великобритания, както и комплексът от здания в района на двореца Уайтхол, Лондон, където традиционно се помещава.

## Структура
Първоначално Британското адмиралтейство е команден орган на Кралския флот, като се ръководи (от около 1400 г.) от висш държавен служител, наречен лорд върховен адмирал (на английски: Lord High Admiral), управляващ чрез своя администрация. Неговата власт произтича непосредствено от краля и не се определя с актове на Парламента. През 1546 г. крал Хенри VIII създава Морския съвет (на английски: Council of the Marine), задача на който са административните дела на флота. По-късно Съветът е преобразуван във Военноморски комитет (на английски: Navy Board). Оперативният контрол остава в лорда върховен адмирал.
От 1628 г. този пост почти неизменно „заема“ Адмиралтейството и задълженията на лорд-адмирала се изпълняват колективно от Адмиралтейския комитет (на английски: Board of Admiralty). Пълномощията на Адмиралтейството вече са регулирани от Парламента.

### Структура от 1714 до 1831 г.
Адмиралтейския комитет се състои от лордове-комисари (на английски: Lords Commissioners) начело с първия лорд на Адмиралтейството (на английски: First Lord of the Admiralty), член на Правителството на Негово Величество (министър). Има смесен състав: адмирали – професионални военни (наричани морски лордове, Sea Lords), и граждански лица, обикновено политици (наричани граждански лордове, Civil Lords). Заедно военните и граждански членове на Адмиралтейския съвет са известни като лордове на Адмиралтейството (Lords of the Admiralty). За кворум са достатъчни 2 лордове-заседатели и 1 секретар.
Тъй като първият лорд на Адмиралтейството задължително осъществява политическото ръководство, но може и да не е морски офицер, ролята на първия морски лорд (на английски: First Naval Lord), освен всичко останало, е да внася професионален поглед върху нещата и да служи като противовес.
Главният администратор заема поста на секретар на лордовете-комисари (на английски: Secretary to the Lords Comissioners). Той е професионален държавен служител (civil serveant), не е политическо назначение на правителството и затова се сменя по-рядко. Така например от 1700 до 1795 г., т.е. за почти целия 18 век, този пост е заеман само от 4 души. Това способства за по-добро познаване на материята, но и закрепва бюрокрацията. Постът на втори секретар, наричан различно – втори секретар (на английски: Second Secretary или помощник-секретар (Deputy Secretary), допуска няколко души едновременно, но за цялата история е заеман от не повече от 2 души едновременно.
За проектирането на корабите за флота отговаря инспекторът на флота, главният корабостроителен инженер (на английски: Surveyor of the Navy), или инспекторите, тъй като длъжността може да се заема от няколко души. Той може да е лорд-комисар на Адмиралтейството или да не е член на Комитета. Корабостроителната програма на Кралските ВМС се разделя между главните корабостроители (на английски: Master Shipwrights), оглавяващи кралските корабостроителници. От 1745 г. контролът за постройката започва да се концентрира в ръцете на сървейърите.
Следващият висш администратор е контрольорът на ВМС (на английски: Controller of the Navy). Той отговаря за всички финанси. Разплащанията, включително и заплатите и финансовите задължения по договори са ресор на главния счетоводител (на английски: Paymaster).
Адмиралтейският съвет се разпорежда с всички кралски корабостроителници: в Дептфорд, Улич Арсенал, Чатъм, Портсмът и Плимът в метрополията, а също и в Кингстън (Ямайка) и Бомбай (Индия) в колониите на империята. Той управлява кадровата политика на ВМС по отношение на офицерските и подофицерските кадри.
Подчинени на Адмиралтейството са Комитетът по снабдяване (на английски: Victualling Board) – със складове за припаси (т.н. дворове) близо до кралските корабостроителници и Комитетът по болните и ранените (на английски: Sick and Hurt Board) – с болници в Гринуич и Шиърнес. До 1756 и след 1794 г. съществува и Транспортен комитет (на английски: Transport Board), отговарящ за превозването на войските и товарите, наема и оборудването на транспорти. Особен е Комитетът по въоръженията (на английски: Ordinance Board), работещ в интересите както на флота, така и на армията. Той се занимава със снабдяването с оръдия, снаряди и барут. Структурата на комитетите се променя и в разни периоди председателството им дава място сред лордовете-комисари на Адмиралтейството.
Само част от лордовете-комисари са професионални военноморски офицери, останалите са политически назначения на управляващата партия в замяна на политическа подкрепа. Затова и от тях не се очаква по-голямо участие, отколкото да подписват циркулиращите през техните кабинети документи (целият официален документооборот се води в 3 екземпляра). Така например при министерството на лорд Фредерик Норт, в периода на Войната за независимост на САЩ, само 2 от 7-те членове на комитета са морски офицери. При големия брой служители е много важно начело да стои енергичен първи лорд на Адмиралтейството, подпомаган в работата си от добри секретари, които често водят цялата текуща работа. Например председателят на Военноморския комитет от 1778 до 1780 г. Чарлз Мидълтън, 1-ви барон Бархам, към 1805 г. става първи лорд, известен като лорд Бархам.
През 1831 г. Военноморският комитет е разпуснат, а неговите функции се поемат от Адмиралтейството.

### Следвоенни промени
Великобритания обявява прекратяване на военноморското си присъствие „на изток от Суец“ след 1956 г. През 1964 г. длъжността на лорд върховен адмирал (Lord High Admiral) като министър на ВМС официално е закрита и самата титла става церемониална, добавяна към титулатурата на монарха на Обединеното кралство. От онази година я носи кралицата Елизабет II.
Адмиралтейството влиза в структурата на новосформираното Министерство на отбраната, а Адмиралтейският съвет (Admiralty Board), заедно с Армейския (на английски: Army Board) и Военновъздушния (на английски: Air Force Board) съвети, се оглавяват от държавния секретар (министъра) на отбраната. Тези съвети заседава само 2 пъти годишно за определяне на стратегията за развитие на съответните видове въоръжени сили. Ежедневната работа на ВМС е под контрола на новосъздадения Военноморски комитет (Naval Board).

### Съвременна структура
Адмиралтейството не е самостоятелно ведомство от 1964 г. Съвременният Адмиралтейски комитет влиза в състава на Министерството на отбраната на Великобритания (Ministry of Defence, MoD), оглавявано от държавния секретар на отбраната. В него влизат както граждански лица – министрите (едновременно членове на комитетите на другите видове въоръжени сили), така и професионални военни дейци. Нормално се събира 2 пъти годишно.
Ежедневните дела се водят от Военноморския комитет, в който министрите не влизат.

#### Министър и заместници
- държавен секретар на отбраната (министър на отбраната[5], на английски: Secretary of State for Defence)
- министър на въоръжените сили (на английски: Minister for the Armed Forces, Min AF) (заместник-министър за въоръжените сили)
- министър на въоръженията и снабдяването (на английски: Minister of State for Defence Equipment and Support, Min DP) (заместник-министър за снабдяването с оръжие и оборудване и за обществените поръчки)
- държавен подсекретар на отбраната (помощник на държавния секретар, на английски: Under Secretary of State for Defence (USofS))

#### Адмиралтейски съвет
Адмиралтейският съвет (Admiralty Board) определя стратегическите насоки за развитието на военноморската политика на Обединеното кралство. Заседава 2 пъти годишно и включва:
- държавен секретар на отбраната (министър на отбраната, Secretary of State for Defence)
- държавен министър на въоръжените сили (заместник-министър, Minister of State for the Armed Forces)
- министър за отбранителна техника, поддръжка и технологии (заместник-министър, Minister for Defence Equipment, Support and Technology)
- парламентарен държавен подсекретар за отбрана, секретар на Адмиралтейския съвет (назначаван от парламента за осъществяване на контрол върху работата на Съвета, Parliamentary Under-Secretary of State for Defence and Secretary of the Admiralty Board)
- началник на Военноморския щаб, първи морски лорд (адмирал, най-висшият професионален военен ръководител на Кралските ВМС, Chief of the Naval Staff and First Sea Lord)
- командващ флота и главен офицер по военни действия на море (вицеадмирал, оперативният командващ на военноморските сили, участващи в операции, Fleet Commander and Chief Naval Warfare Officer)
- началник по военноморския персонал и подготовката, втори морски лорд (вицеадмирал, отговарящ за личния състав и бреговите съоръжения на ВМС, Second Sea Lord)
- началник по оборудването на отбраната (висш служител в Министерството на отбраната, може да е гражданско лице или висш офицер с 4 звезди, Chief of Defence Materiel)
- инспектор на ВМС (контраадмирал, Controller of the Navy)
- помощник-началник на Военноморския щаб (контраадмирал, Assistant Chief of Naval Staff)

#### Военноморски съвет
Военноморският съвет (Navy Board) е създаден с цел да подпомага първия морски лорд (висшия военен ръководител на Кралските ВМС) във функциите му по ежедневен контрол и управление на вида въоръжени сили и спомагателните формирования. Той е негов председател и като военен административен орган Съветът не включва гражданските длъжностни лица в Адмиралтейския съвет. Военноморският съвет заседава редовно и включва:
- началник на Военноморския щаб, първи морски лорд, председател (адмирал, Chief of the Naval Staff and First Sea Lord)
- командващ флота и главен офицер по военни действия на море (вицеадмирал, оперативен командващ военноморските сили, участващи в операции, Fleet Commander and Chief Naval Warfare Officer)
- началник по военноморския персонал и подготовката, втори морски лорд (вицеадмирал, отговарящ за личния състав и бреговите съоръжения на ВМС, Second Sea Lord)
- началник по военноморското оборудване (вицеадмирал, Chief of Materiel [Fleet])
- генерал-комендант на Кралските морски пехотинци (генерал-майор, Commandant General Royal Marines)
- инспектор на ВМС (контраадмирал, Controller of the Navy)
- помощник-началник на Военноморския щаб по политиките (контраадмирал, Assistant Chief of Naval Staff [Policy])
- втори постоянен секретар (единственото гражданско лице в постоянния състав на Съвета, Second Permanent Secretary)

Освен тях на заседанията на Съвета може да присъстват граждански и военни лица, помощници на постоянните му членове.

## Здания
Комплексът от 5 здания, някога принадлежали на Адмиралтейството, се разполага в Уайтхол, от плаца на Конната гвардия до ул. „Мол“. Тъй като Адмиралтейството вече не е самостоятелно ведомство, те се използват от правителството за настаняване на държавни организации при необходимост.
Най-старото от тях (което е част от Старото адмиралтейство) някога е наричано просто Адмиралтейството, също известно и като Рипли билдинг (на английски: Ripley Building), достроено в 1726 г. Триетажното П-образно здание излиза с двора си на Уайтхол. През 1788 (или 1761) г. дворът е допълнен с колонада, дело на Робърт Адам. Там се намира залата за заседания на Комитета, други официални зали и резиденциите на лордовете-заседатели. От 1964 г. зданието е отдадено на правителствения Кабинет.
Южно от него е долепена т.нар. Адмиралтейска къща от края на 18 век, до 1964 г. служеща за резиденция на Първия лорд. Един от нейните обитатели на времето е Уинстън Чърчил. Този триетажен дом няма собствен вход откъм Уайтхол, достъпът в него е възможен през Рипли билдинг. Днес се използва се като 3 министерски апартамента.
Най-голямото от всички здания е Старото адмиралтейство (Пристройката; на английски: Admiralty Extension). То е заложено в края на 19 век, в периода на надпреварата в морските въоръжения, когато става необходимо да се разшири Адмиралтейството. Това здание в стила на кралица Анна се заема от Министерството на външните работи и Съдружеството.
Адмиралтейската арка (на английски: Admiralty Arch) е съединена със Старото адмиралтейство. В него се намират допълнителни помещения на Кабинета.
Приземистото, без прозорци, здание на Цитаделата (на английски: The Admiralty Citadel), обвито с бръшлян, се намира в северозападния ъгъл на плаца на Конната гвардия, зад Адмиралтейството. Цитаделата е построена 1940 – 1941 г. като защитен от бомбардировки команден център на флота. Утилитарният му външен вид се счита за неестетичен, обвиването му с бръшлян е добре дошло. Използва се от Министерството на отбраната.